# 치티치티뱅뱅 (영화)
치티치티뱅뱅은 1968년에 개봉한 영국의 뮤지컬 영화로, 이언 플레밍의 소설 《치티치티뱅뱅》에 적당히 기반하였다. 영화 대본은 로알드 달과 켄 휴스가, 노래는 셔먼 형제가 담당하였다. 〈치티치티뱅뱅〉 노래는 아카데미상 후보에 올랐다.
영화에는 딕 밴다이크, 샐리 앤 하우스, 라이어널 제프리스 등이 주연을 담당했다. 켄 휴스가 감독을 맡았고, 영화 007 시리즈의 공동제작자인 앨버트 R. 브로콜리가 제작했다. 존 스티어스가 특수 효과, 어윈 코스털이 음악을 담당하였다.

## 출연

### 주연
- 딕 밴다이크 - 커랙태커스 포츠 역
- 샐리 앤 하우스 - 트룰리 스크럼셔스 역
- 라이어널 제프리스 - 할아버지 포츠 역

### 조연
- 게르트 프뢰베 - 봄버스트 남작 역
- 애나 퀘일 - 봄버스트 남작 부인 역
- 베니 힐 - 장난감 기술자 역
- 제임스 로버트슨 저스티스 - 스크럼셔스 경 역
- 로버트 헬프먼 - 어린이 포획꾼 역
- 에이드리언 홀 - 제러미 포츠 역
- 헤더 리플리 - 저마이마 포츠 역

## 기타
- 원작자: 이언 플레밍
- 미술: 켄 애덤
- 의상: 조운 브리지
- 의상: 엘리자베스 하펀던